# Chiesa dei Santi Gervasio e Protasio (Cisterna d'Asti)
La chiesa dei Santi Gervasio e Protasio è la parrocchiale di Cisterna d'Asti, in provincia e diocesi di Asti; fa parte della zona pastorale Ovest.
Il luogo di culto, in stile neoclassico, è dedicata ai santi martiri milanesi Gervasio e Protasio e sorge di fronte alla rampa che conduce al castello medievale.

## Storia

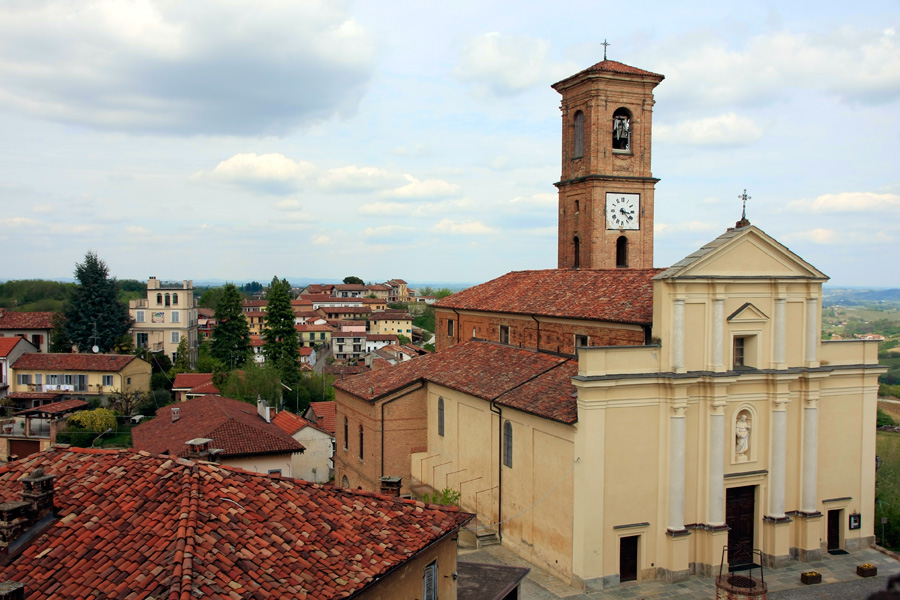
Veduta dal castello

In origine, questo edificio era l'oratorio del castello stesso, fino al XIII secolo, e soltanto nel 1697 divenne sede parrocchiale. Questo cambiamento avvenne per motivi di praticità: la vecchia cappella campestre dedicata agli stessi santi, situata fuori dal centro abitato, risultava ormai scomoda per la comunità. 
Non si conosce con precisione la data di costruzione dell'antico oratorio di Santo Spirito, ma documenti custoditi nell'archivio municipale testimoniano la sua esistenza già attorno alla metà del Cinquecento, con la stessa intitolazione.
La storia di questa chiesa è strettamente intrecciata con quella del castello, che per secoli fu una delle fortezze strategiche del Piemonte. Sebbene non fosse racchiusa entro le mura del maniero, la chiesa faceva parte integrante del complesso fortificato, insieme ad alcune abitazioni che correvano lungo le mura di cinta.
Una pianta conservata nella Biblioteca Vaticana, datata 1581, mostra che l'edificio sacro aveva all'epoca una forma molto diversa da quella attuale: rettangolare, con due navate (centrale e sinistra) e la sacrestia in fondo a quest'ultima. La presenza di contrafforti potrebbe indicare uno stile ancora legato alla tradizione romanica.
Nel Seicento, dopo l'epidemia di peste, la comunità riprese i lavori di pubblica utilità, tra cui la ricostruzione della chiesa, iniziata formalmente il 18 marzo 1632. Tuttavia, fu solo nel 1673 che si cominciò seriamente a ricostruire l'edificio dalle fondamenta. Per sostenere i lavori, furono costruite tre nuove fornaci per la produzione di mattoni. Anche il Principe Dal Pozzo contribuì significativamente, finanziando il rifacimento dell'altare maggiore.
Una visita pastorale del 1743 descrive ben sette altari: oltre al maggiore, vi erano quelli dedicati al Rosario, al Suffragio, alla Santissima Trinità, a Sant'Antonio Abate, a Santa Margherita da Cortona e al Beato Fedele da Sigmaringen. Nella navata centrale si trovavano inoltre tre vani sepolcrali.
La consacrazione ufficiale della nuova chiesa avvenne il 4 giugno 1780 per mano del vescovo Paolo Maurizio Caissotti, come ricordato da una lapide posta accanto al presbiterio.
L'aspetto attuale della chiesa risale al 1880, quando furono aggiunti il campanile e le decorazioni interne. La facciata esterna, semplice ed elegante, è scandita da due ordini di lesene e decorata da una statua in marmo bianco di Carrara raffigurante Cristo Re, benedetta nel 1933.

## Architettura
All'interno, la chiesa si presenta oggi con tre navate e quattro altari laterali. Sul lato destro troviamo l'altare di San Fedele e, in fondo, quello dedicato alla Madonna del Rosario, un esempio in legno dorato con una statua settecentesca scolpita e decorata Francesco Maria Rivaiva, artista torinese. Sul lato sinistro si trovano la Madonna Addolorata e quello in marmo Sacro Cuore di Gesù.
La volta della navata centrale e le pareti del presbiterio furono affrescate dai due pittori, il torinese Luigi Morgari (1857–1935) e l'astigiano Giovanni Lamberti (1869–1956). Sopra il presbiterio campeggia il grande affresco della Chiesa, mentre sulle pareti laterali si possono ammirare i santi Pietro e Paolo da un lato, e i santi titolari Gervasio e Protasio dall'altro. 
Le quattro vetrate artistiche, realizzate dalla ditta Janni di Torino, raffigurano San Nicola, San Pio V, San Francesco d'Assisi. L'organo, situato sulla tribuna della controfacciata, fu costruito Giuseppe Gandini di Varese, ed è inserito in una cassa lignea di grande pregio artigianale.
Nell'abside, sopra il coro, spala d'altare seicentesca che raffigura i santi Gervasio e Protasio nell'atto di ricevere la corona del martirio. Con loro sono presenti San Secondo e, in basso, il committente del Principe Giacomo Maurizio Dal Pozzo.
Infine, tra le opere pittoriche conservate nelle navate laterali, spiccano un dipinto settecentesco della “Madonna del Buon Consiglio e Santa Margherita da Cortona”, un olio su tela del 1913 dedicato a San Fedele di Sigmaringen e una tela della prima metà del Settecento con la Madonna del Rosario, il Bambino, San Domenico e Santa Rosa da Lima.

### Affresco di Luigi Morgari
Questo affresco rappresentato sul soffitto della navata centrale ricorda a una scena profondamente simbolica e carica di significato religioso. Al centro di tutto svetta l'Eucaristia, racchiusa in un ostensorio dorato e circondata da angeli.
Sotto questo fulcro celeste, la composizione si apre in due direzioni. Da una parte vediamo figure femminili inginocchiate, vestite con abiti ricchi e atteggiate in modo devoto. È probabile che rappresentino sante o popoli già evangelizzati, in preghiera e adorazione. Dall'altra parte, invece, ci sono figure con tratti esotici, probabilmente intese come popolazioni lontane, raffigurate secondo la visione dell'epoca come “non cristiane” o in procinto di convertirsi. Alcune di queste persone sono inginocchiate, altre levano le braccia verso il cielo, in un gesto che suggerisce meraviglia, accoglienza o pentimento. 
Al centro della scena, domina una figura femminile in abiti blu e bianchi che sembra incarnare la Fede o forse la Chiesa stessa. Regge una croce e uno scettro, simboli della guida spirituale e del potere salvifico della religione cristiana. Ai suoi piedi, oggetti sacri e regali – incensieri, corone, libri – rafforzano l'idea della gloria e dell'universalità della fede.
Dal punto di vista stilistico, l'opera si colloca tra la fine dell'Ottocento e l'inizio del Novecento, con forti influenze del barocco e del neoclassicismo: tutto è studiato per trasmettere solennità e spiritualità. La luce che scende dall'alto, l'uso teatrale della composizione e l'espressività dei volti ci parlano di una fede viva e palpitante.
L'opera porta la firma di Luigi Morgari, pittore piemontese noto per le sue decorazioni religiose. È probabile che questo affresco sia nato in un contesto di rinnovato fervore spirituale, forse legato all'attività missionaria della Chiesa, che in quel periodo si estendeva in tutto il mondo.